# Aleksandr Zamolódchikov
Aleksandr Borísovich Zamolódchikov (en ruso: Алекса́ндр Бори́сович Замоло́дчиков; Dubná, Unión Soviética, 18 de septiembre de 1952) es un físico ruso, conocido por sus contribuciones a la física de la materia condensada, teoría conforme de campos en dos dimensiones y teoría de cuerdas. Es profesor en la Universidad de Stony Brook, en Nueva York.

## Biografía
Zamolódchikov obtuvo su maestría en ingeniería nuclear en el Instituto de Física y Tecnología de Moscú en 1975 y su doctorado en física en el Instituto de Física Teórica y Experimental en 1978. Tras ello se unió al Instituto Landáu de Física Teórica, donde obtuvo el título de doktor nauk en 1983.
Es coautor del llamado artículo BPZ, "Infinite Conformal Symmetry in Two-Dimensional Quantum Field Theory", junto con Aleksandr Poliakov y Aleksandr Belavin.
En 1990, se trasladó a la Universidad Rutgers, donde fue cofundador del Rutgers New High Energy Theory Center, y fue nombrado miembro de la junta de gobernadores en 2005.
En 2016, se convirtió en catedrático del Departamento de Física y Astronomía y del Instituto C. N. Yang de Física Teórica en la Universidad de Stony Brook.
Es hermano gemelo del también físico teórico Alekséi Zamolódchikov (1952-2007).

## Premios y reconocimientos
- 1999: Premio Dannie Heineman de Física Matemática junto con Barry M. McCoy y Tai Tsun Wu por «su innovador y penetrante trabajo en mecánica estadística clásica, modelos integrables y teorías conformes de campos».
- 2003/4: Premio Humboldt.
- 2005: Cátedra Blaise Pascal en la Escuela Normal Superior de París.
- 2011: Premio Lars Onsager, junto con Aleksandr Belavin y Aleksandr Poliakov, «por las reseñables ideas que introdujeron en relación a la teoría conforme de campos y los modelos resolubles de mecánica estadística en dos dimensiones».
- 2011: Medalla Dirac del Centro Internacional de Física Teórica en Trieste.
- 2016: Elegido miembro de la Academia Nacional de Ciencias de Estados Unidos.[6]
- 2023: Premio Breakthrough en Física Fundamental 2024 compartido con John Cardy.[7][8]